# STS-114
STS-114 foi a primeira missão do programa do ônibus espacial de volta ao espaço após o desastre da nave Columbia em fevereiro de 2003. A Discovery foi lançada do Centro Espacial John F. Kennedy em 26 de julho de 2005, 907 dias após o trágico acidente que suspendeu os lançamentos por mais de dois anos.

## Tripulação
| Posição                  | Astronauta          |
| ------------------------ | ------------------- |
| Comandante               | Eileen M. Collins   |
| Piloto                   | James M. Kelly      |
| Especialista de missão 1 | Soichi Noguchi      |
| Especialista de missão 2 | Stephen K. Robinson |
| Especialista de missão 3 | Andrew S. W. Thomas |
| Especialista de missão 4 | Wendy B. Lawrence   |
| Especialista de missão 5 | Charles J. Camarda  |

## Missão

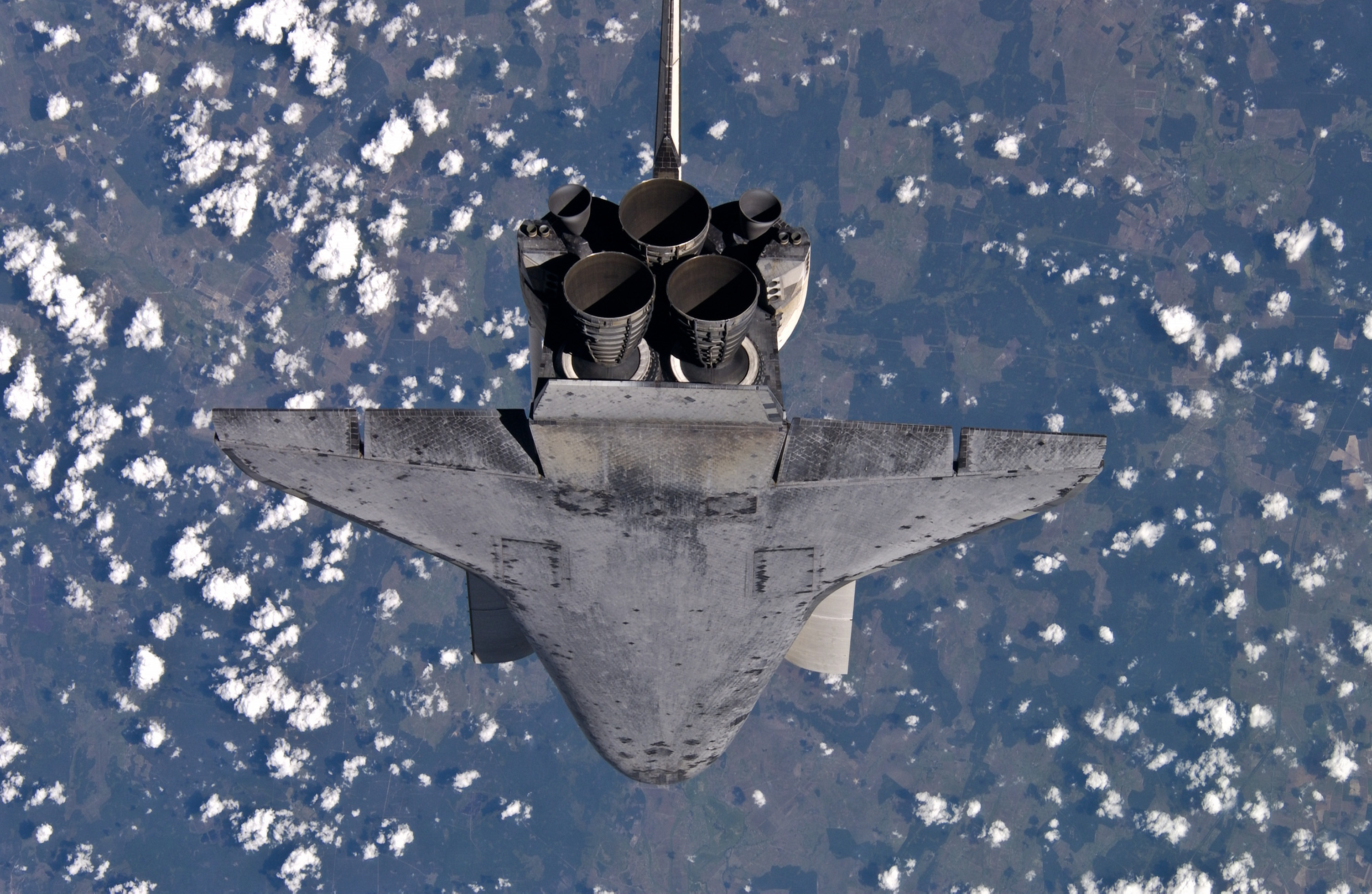
A nave Discovery realizando um "backflip" para permitir a fotografia do seu escudo térmico 28 de junho de 2005 (foto do cosmonauta Sergei Krikalev)

O problema que resultou na destruição da Columbia – restos de material de vedação caindo do tanque externo de combustível e da estrutura da nave durante a subida – aconteceu novamente, em menor escala , sem prejuízo da missão e sem afetar a segurança da tripulação, mas levou a NASA a adiar todos os voos do ônibus espacial por um ano, até que o problema fosse definitivamente resolvido com modificações na estrutura.
Os reparos nas placas termais forma feitos em órbita resolvendo o problema, mas os voos voltaram a acontecer apenas em julho de 2006, com a missão STS-121 (as missões do ônibus espacial não seguem uma ordem cronológica sequencial). A STS-114 foi comandada por uma mulher e levou entre os tripulantes um astronauta japonês.
- A STS-114 deveria ter sido realizada pela nave Atlantis, mas ela foi substituída pela Discovery após serem descobertos equipamentos inapropriados instalados no sistema de freios da nave. Dezesseis anos antes, a Discovery também tinha sido a primeira a voltar ao espaço após a tragédia com a Challenger.
- Além de desembarcar suprimentos na ISS, a tripulação teve como tarefa principal avaliar e testar as novas técnicas de segurança e reparo em órbita do ônibus espacial, incluindo scanners alaser.
- Foram realizadas três atividades extraveiculares, para demonstração das técnicas de reparo externo da nave, para substituição de um giroscópio com defeito da ISS e para a instalação de uma pequena plataforma externa. Pela primeira vez foram feitos reparos externos numa nave em órbita pela equipe de astronautas.
- A missão foi estendida em mais um dia para que a tripulação da Discovery pudesse ajudar a equipe de bordo da ISS na manutenção da estação, atrasada devido ao fato da frota de ônibus espaciais estar em Terra há mais de dois anos para reestruturação dos componentes, devido ao desastre da Columbia e por ser incerto o prazo em que outro ônibus espacial pudesse voltar até a estação. (Durante este tempo, as viagens até a ISS foram feitas apenas pelas naves russas Soyuz, que não tem a capacidade de carga dos ônibus espaciais).
- A Discovery também deu um empuxo à ISS disparando seus motores acoplada à estação, para colocá-la na altura correta. (sem ignição própria, a estação de 200 toneladas perde 30m de altura por dia).

## Plano de Resgate
Depois do desastre da Columbia na missão STS-107 em 1 de fevereiro de 2003, a NASA preocupou-se em que houvesse um plano de resgate em futuras missões do ônibus espacial, envolvendo a utilização de uma segunda nave em condições de voo em prazo mínimo. Mesmo antes do problema nos sensores que causaram o adiamento da missão STS-114, a agência havia planejado uma opção de resgate (nome de código: STS-300), na qual, em caso de impossibilidade ou grande risco na reentrada devido a problemas que fossem detectados antes da descida, a tripulação ficaria a bordo da ISS até que a Atlantis pudesse ser enviada com quatro astronautas para trazê-los de volta. A Discovery seria lançada depois por controle remoto no Oceano Pacífico e a Atlantis desceria com as duas tripulações juntas.
Outra opção de resgate poderia ser executada pelos russos, com a nave Soyuz. O diretor da Agência Espacial Russa declarou ao Pravda que, se fosse necessário, eles teriam condições de enviar três naves Soyuz no prazo máximo de cinco meses, para apanhar os astronautas da STS-114 com no máximo um mês de diferença entre elas. A Soyuz tem capacidade para transportar até três tripulantes.